# Yasser Al-Habib
Yasser Yahya Abdullah al-Habib, född 20 januari 1979, är en kuwaitisk shiamuslimsk imam. Han är grundare av Fadak TV.

## Födelse och uppväxt
Yasser Al-Habib föddes i en kuwaitisk shia-familj. Han började sina studier i Kuwaits offentliga skolor, och gick sedan i fakulteten för statsvetenskap vid Kuwait universitet. Sedan vände han sig till religiösa studier 1996 i Qom, där han studerade under ledning av Mohammed Reza Shirazi.
Efter att ha arbetat vid kuwaitiska tidningar grundade han medieprojekt, bland annat al-Minbar och Tha'er.

### Webbkällor
- En intervju med Yasser Al-Habib på «Elaph» (arabiska)
- Kuwaits ministerrådet beslutar att återkalla Al-Habibs medborgarskap (arabiska)
- Rapport från US State Department om religionsfrihet för år 2004 om Kuwait (engelska)